# Cyphocharax
Cyphocharax är ett släkte av fiskar. Cyphocharax ingår i familjen Curimatidae.

## Dottertaxa tillCyphocharax, i alfabetisk ordning[1]
- Cyphocharax abramoides
- Cyphocharax aspilos
- Cyphocharax derhami
- Cyphocharax festivus
- Cyphocharax gangamon
- Cyphocharax gilbert
- Cyphocharax gillii
- Cyphocharax gouldingi
- Cyphocharax helleri
- Cyphocharax laticlavius
- Cyphocharax leucostictus
- Cyphocharax magdalenae
- Cyphocharax meniscaprorus
- Cyphocharax mestomyllon
- Cyphocharax microcephalus
- Cyphocharax modestus
- Cyphocharax multilineatus
- Cyphocharax nagelii
- Cyphocharax nigripinnis
- Cyphocharax notatus
- Cyphocharax oenas
- Cyphocharax pantostictos
- Cyphocharax pinnilepis
- Cyphocharax platanus
- Cyphocharax plumbeus
- Cyphocharax punctatus
- Cyphocharax saladensis
- Cyphocharax santacatarinae
- Cyphocharax signatus
- Cyphocharax spilotus
- Cyphocharax spiluropsis
- Cyphocharax spilurus
- Cyphocharax stilbolepis
- Cyphocharax vanderi
- Cyphocharax vexillapinnus
- Cyphocharax voga